# Куба (держава)
Куба (Бакуба, Бушонго) (бл. 1625 —1885 роки) — державне утворення північних народів банту. Розквіт припадає на кінець XVII ст. Тривалий час зберігало незалежність з огляду на віддаленість розташування. Наприкінці XIX ст. під тиском бельгійців розпалося, частинами увійшло до Вільної держави Конго.

## Історія
Основу становили 19 племен північних банту, що розмовляли мовою бушонго, а також племена пігмеїв тве. У XVI ст. монго з групи банту рушили з півночі до річки Касаї. Тут вони змішалися з західними банту — народом кете.
Близько 1625 року Шиаам а Мбулу об'єднав всі племена та прийняв титул н'їм (короля). При утворенні держави спирався на знання з королівства Конго. Розширення держави тривало до 1700 року. 
В першій половині XVIII ст. Куба опинилася у внутрішньополітичній кризі внаслідок боротьби за трон та панування слабких володарів держави. Лише з панування Кото аНче у 1750-х роках починається нове піднесення. Його справу продовжив Мбо Пелиенг аНче, який провів реформи з централізації Куби.
Через ізольованість країни її тривалий час не турбували європейські торгівці та работоргівці. Зберігала мирні стосунки із сусідами. У 1880-х роках чинила спротив агентам бельгійського короля Леопольда II приєднати до вільної держави Конго. Н'їм Кото а Мбвекі а Міленг заборонив європейцям прибувати на свою територію. Першим, хто зміг потрапити до Куби, був місіонер-афроамериканець Вільям Генрі Шеппард. Невдовзі тиск європейців посилився, внаслідок чого держава Куба розпалася. Її окремі племена увійшли до вільної держави Конго.

## Територія
Розташовувалася біля річок Санкуру, Лулуа та Касаї (провінція Західне Касаї сучасної Демократичної республіки Конго). В середині XIX ст. площа становила 100 000 км² при населенні 150 тис. осіб.

## Державний устрій
Держава Куба являла собою своєрідну федерацію різних вождівств, на чолі якої стояв н'їм (володар). З огляду на спільні етнічні особливості Куба була доволі міцним утворенням. Поступово королі зосередили в руках більше влади, впроваджуючи систему служилої знаті. Втім зберігався чималий вплив племінної аристократії. З часом для своєї підтримки н'їми утворили рабську гвардію. На чолі підвладних областей стали родичі правлячого роду.
Н'їм був головою судової ради. Водночас діяли суди для кожної етнічної групи, що входила до Куби. Також існували судді за різними типами справ. У XVIII ст. впроваджено суд присяжних.

## Населення
Більшість становили племена бакуба (велика група народу монго), кете, нгеенде, нденгезе, пенде, шува, вонго, п'аанг. Більшість населення розмовляло мовою лукіба. Вища знать, правитель та його родина розмовляли на секретній придворній мові ламбіль. Саме на цій мові було створено епос Куби.

## Економіка
Основу господарства становили землеробство, ремісництво (ткацтво, різьбярство і гончарство) й рибальство. З часом Куба стала користуватися передовими технологіями, прийнятими від сусідніх народів, а також вирощувати нові сільськогосподарські культури, зокрема кукурудзу, тютюн, маніок та боби.
Була відома своїми текстильними виробами з рафії, бісерними капелюхами, різьбленими келихами, надзвичайними масками з візерунками і приголомшливими тканинами, намистинами та мушлями.
Валютою, якою користувалися в торгівельних операціях були мушлі-нзімбу.
<gallery>

## Культура

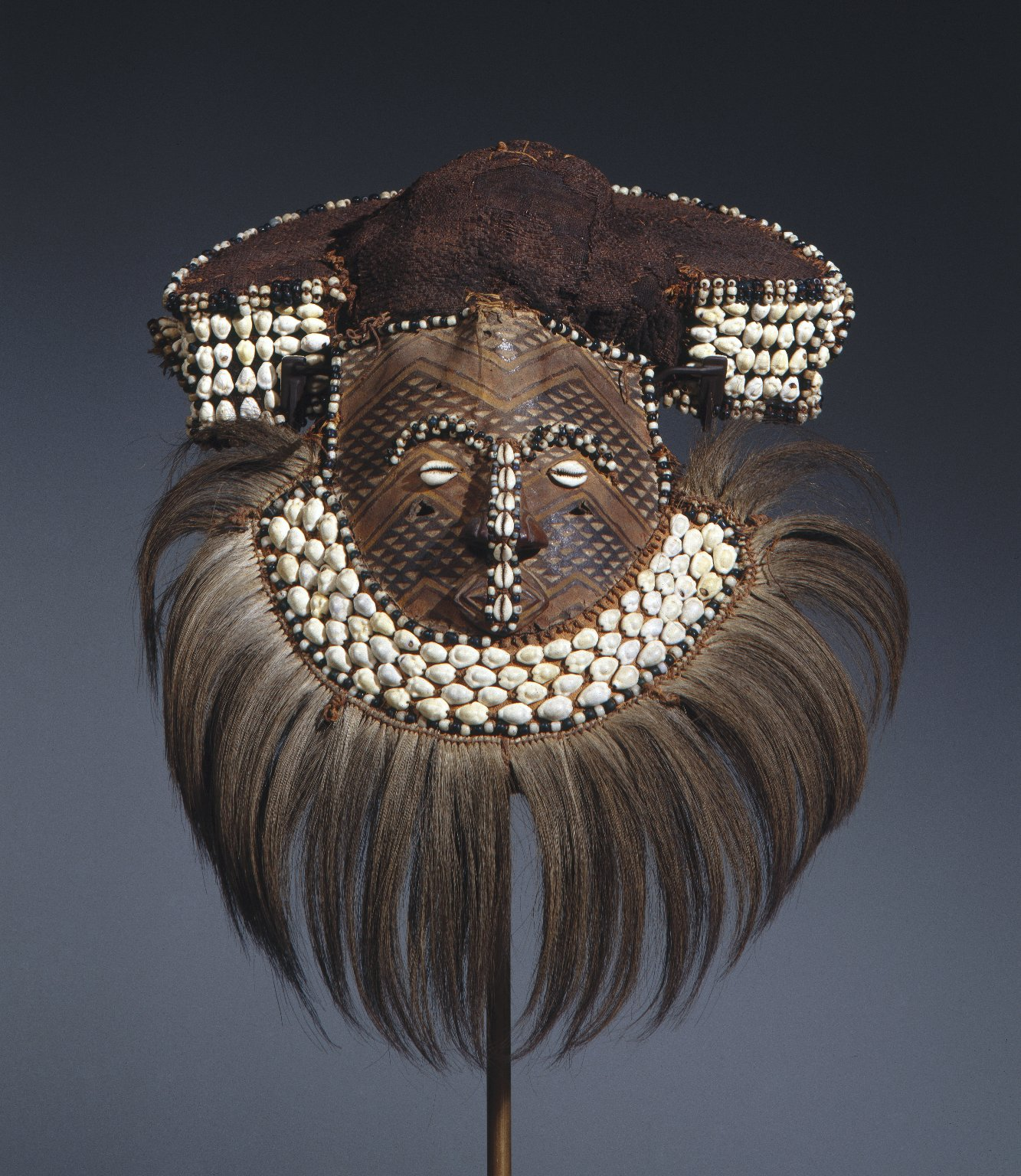
Маска "Mwaash aMbooy", яка символізує міфічного предка на ім'я Woot народу куба

Верховним божеством був Бумба (Мбомбо). За переказами він вивергнув сонце, планети і зірки, а також створив життя на Землі. Іншими богами були Нгаані Нк'єєн-апунг. Втім більш шанованим був Вуту, якого вважали першою людиною на Землі. Вуту створив мову і дав назви тваринам і іншим речам.
З початку XVIII ст. з ініціативи н'їму Міши мі-Ш'анг а Мбулі стали створюватися дерев'яні скульптури (ндоп), що зображували володарів Куби. Ці фігури завжди включали царський символ та особистий символ, який кожний король отримував під час коронації. 

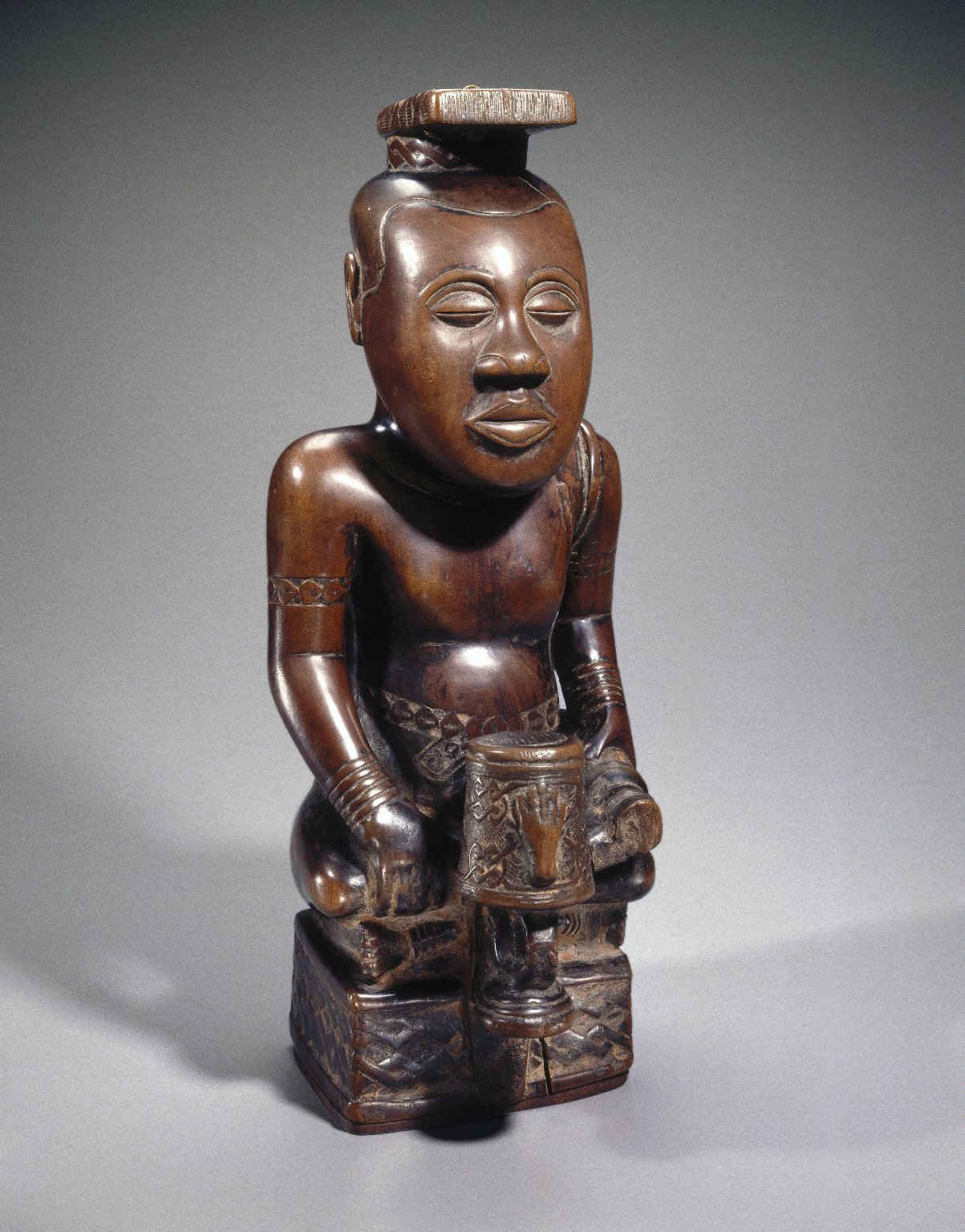
Дерев'яна фігурка-ндоп, яка зображує короля Міше мі-Ш'янга

Народи королівства Куба відомі різноманітною вишивкою на тканині, зітканої з волокон рафії. Тоді як ткацтво традиційно вважалося чоловічим заняттям, вишивали виключно жінки. Через колонізацію та мародерство бакуба майже втратили своє традиційне мистецтво вишивки. У 1950-х роках бельгійський католицький орден йозефітів заснував художню школу в Мушенге, аби просувати промисли бакуба. Але у той же самий час ченці та черниці хотіли також заробіти гроші, тому орієнтувалися на європейський ринок та його смаки та вимагали від своїх учнів створення симетричних композицій, через що постраждав характерний динамізм традиційних візерунків та деякі з традиційних орнаментів повністю зникли. 

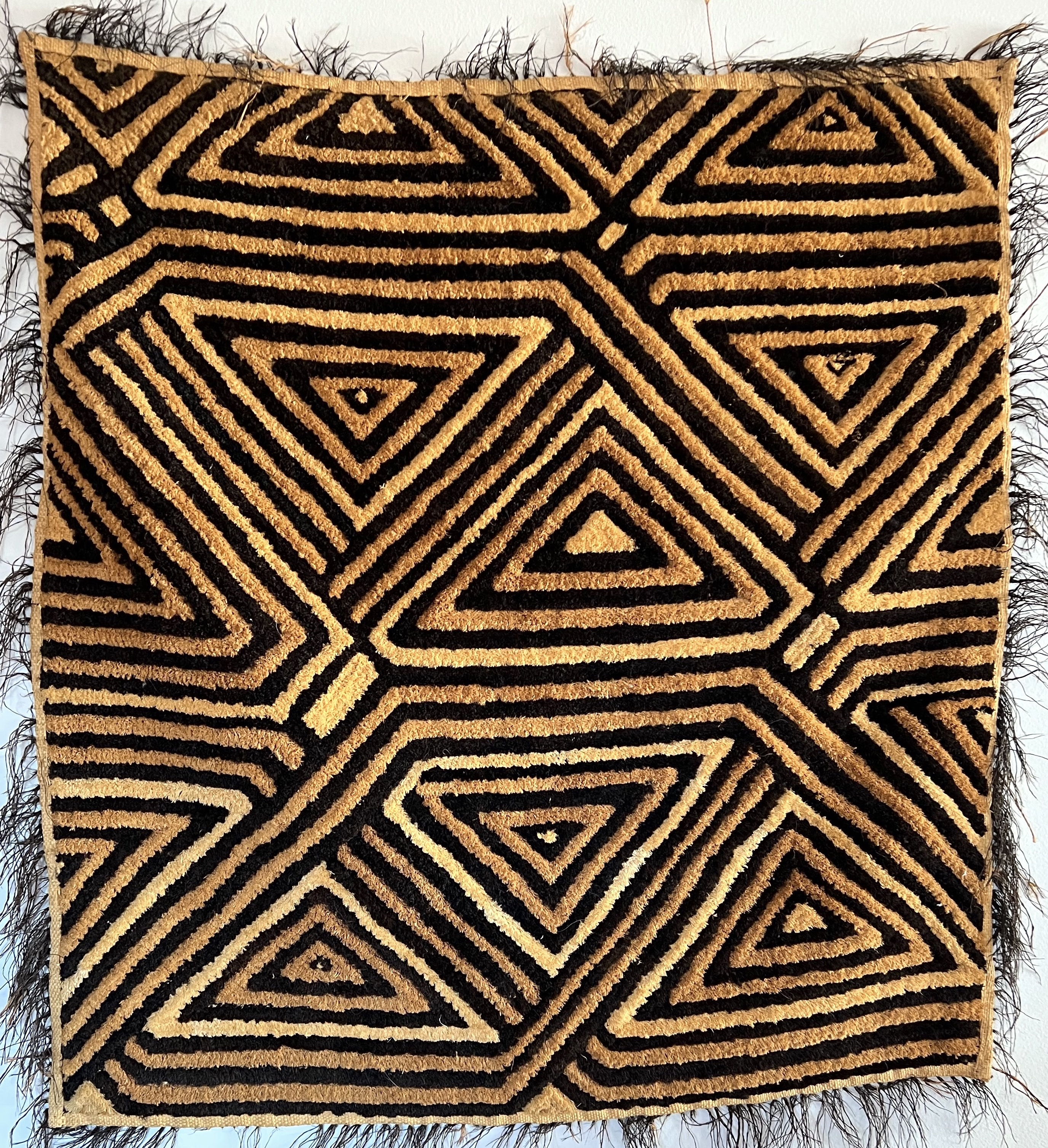
Тканина з регіону Касаї з національним орнаментом

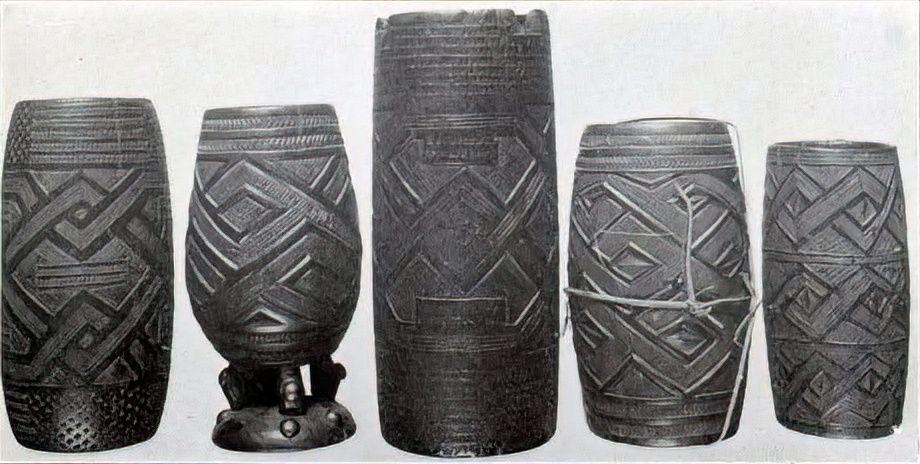
Кубки для пиття пальмового вина

Типовою рисою різьблення бакуба є декоративні візерунки на поверхні предметів. Різьблені кубки для пиття пальмового вина та шкатулки хоч і були вироблені для щоденного використання, але також були й символами багатства та високого соціального статусу. Скриньки використовувалися для зберігання бритв, намистин та tukula. Tukula  — це мазьоподібна суміш порошку червоного дерева та пальмової олії, яка традиційно використовується для різних цілей, наприклад, для того, щоб надати шкірі червонуватого кольору, оскільки червоний колір вважається символом краси в культурі бакуба.